# 長田裕之 (実業家)
長田 裕之（おさだ ひろゆき、1976年8月16日 - ）は、東京都武蔵野市出身の実業家。アニバーサリー株式会社 代表取締役である。

## 来歴
- 2000年 青山学院大学文学部英米文学科卒業。第19回参議院議員通常選挙に愛媛選挙区にて秘書として参画を予定する。翌年より愛媛県 松山市に在住。
- 2001年 第19回参議院議員通常選挙終了に伴い帰京。民間企業にて主に翻訳関連事業に携わり、翻訳・SOHO支援、人材紹介・情報配信・教育・イベント運営などの事業を手掛けた。出版社・映像制作企業・人材派遣企業・ビジネス支援関連企業および国際的企業と幅広く関係を持つ。また翻訳の業界団体である社団法人日本翻訳連盟にて複数の要職を務めた。
- 2007年 アニバーサリー株式会社（東京：中央区 銀座）を設立。代表取締役に就任。企業経営と並行して教育活動にも携わり、都内進学塾での教育や全国各地の大学にて講演活動を行う。

## 人物
- 両親ともに教師で本人は高校まで公立の学校で学ぶというきわめて平凡な環境で育つ。
- 就職超氷河期に学生時代を過ごしたためか、「世の中に閉塞感を打ち破りたい」「日本を幸せにする新機軸を打ち出したい」といった改革路線を口にすることが多い。日本にこだわりを見せるのは帰国子女が周囲に多くいたことに対抗したい気持ちと思われる。
- いわゆる「ナナロク世代」といわれる1976年生まれだが、政治に関わったことや民間企業での勤務経験があるためか、ネット起業家とは異なり地味で堅実な経営意識を持っており、上場反対論者でもある。
- 高い記憶力の持ち主で、特に他人の言動については一言一句覚えているという特技を持つ。
- 非常に多趣味できわめて王道の事項からサブカルチャーまで幅広く知識を蓄えている。自身が生まれたよりも前の時代の文化には特に高い関心を示す。

## 趣味
- 幼少よりピアノを弾いており、現在もパーティー等で演奏する姿を見かけることがある。
- 高校生で英語学習に目覚め、自身の英語学習と英語教育活動に力を入れる。TOEICではAランクのスコアを持っているが、極端な海外志向を感じさせられることはない。
- ゴルフをするがその腕前を知るのはきわめて親密な間柄の人のみ。
- 自らシェイカーを振るほどの洋酒好き。会員制ラウンジ「エスカイヤクラブ」会員。
- プロ野球は1980年代から一貫して阪神タイガースファン。野球の戦術に関して考えることも好きだが、最も好きなのは「応援歌」であるという。
- 写真撮影も嗜んでおり、休日には一眼レフカメラで風景写真の撮影をする。
- 地図好きでもあり旅行好きでもある。航空機の窓からの景色でも小さな島々や半島の名前を言い当てるという逸話がある。

## 主な著書・取材記事
文章を書いたり取材に応じたりといったことには積極的であり、「英語」「人材開発」「職業人教育」といったテーマでの著書や取材対応の経験がある。
- 『インターネットの効率的学術利用』（共著：成文社）
- 『Power Point素材7000』（共著：インプレス）
- 「週刊東洋経済」～脳にやさしい発想術～ （取材記事：東洋経済新報社）
- 「映像字幕制作最前線！ 現場からこんにちは」（執筆記事：カンバス）

など

## 主な講演実績
著書・取材記事と同じく「英語学習」「人材開発」「職業人教育」といったテーマに関心があるため、依頼を受ける講演のテーマもそのような切り口が多い。
- 「TOEICでAランクを取るための英語学習法」
- 「起業のために必要なこと ～意思あるところに道はひらく～」
- 「就職活動：幸せな職業人生を送るための企業の選び方」

など